# Heinrich Pape
Heinrich (Hinrich) Pape, född 27 juni 1609 i Ratzeburg, begravd 25 april 1663 i Altona, var en tysk organist.

## Biografi
Heinrich Pape var son till organisten Heinrich Pape (född omkring 24 juni 1563 i Steinkirchen, död 10 mars 1637 troligen i Wedel) och en okänd kvinna. Fadern arbetade från 1584 som organist vid stadskyrkan i Ratzeburg och från 1613 i Wedel. Hans farfar kom från Quakenbrück, där han tidigare hade bott som munk. Under reformationen lämnade han klostret och flyttade till Steinkirche som protestantisk pastor.
Från 1625 fick Pape undervisning i orgel av Jacob Praetorius den yngre vid Sankt Peterskyrkan i Hamburg. 1628 fick han sitt första jobb i Mittelnkirchen, vilken familjeband kan ha hjälpt honom. 1630 flyttade han till Altona och arbetade som organist i Ottensen, vars socken Altona tillhörde då. Han undervisade också på skolor i båda städerna.
Den 12 augusti 1632 gifte Pape sig med Geeske (Gesa) Rist, vars far Caspar Rist (död 1626) var pastor i Ottensen. Hennes bror Johann Rist var en välkänd poet och predikant. Paret hade minst två söner. Bland annat Heinrich Pape (född 25 februari 1634, död 19 juli 1675), som arbetade som organist i Stockholm 1662/1663.
1650 fick Altona en egen kyrka. Pape fick jobb där som organist och fortsatte att undervisa på Ottensenskolan. En son till hans svåger, Caspar Rist, skrev ett franskt brev våren 1663 om sin "kusin Henry Pape le jeune", det vills äga. Papes son, och noterade att han - förmodligen mentalt förvirrad - hade slutat som organist i Sverige. Heinrich Pape dog av sorg över detta. Enligt denna källa skulle Pape ha bott i Altona till slutet av sitt liv. Tidigare källor, till exempel ett inlägg i Dansk biografisk leksikon, tyder på att Pape själv flyttat till den svenska huvudstaden.

## Verk
Pape skrev kompositioner för orgel som inte längre finns idag. Han blev känd för utformningen av sakrala texter som kom från hans svåger Rist och Jacob Schwieger. En av dessa sånger var troligen Daphnis aus Cimbrien Galathee från 1642, som togs upp i hela norra Europa och återanvändes i heliga kontrafaktaur.
Pape komponerade också musik till sakrala texter av Caspar Rist, som instruerade sina kompositörer att skapa enkla verk. Efter Rists instruktioner skrev Pape 1648 Der... an das Kreuz gehefteter Christus. Låtarna blev ingen stor succé, endast några av verken hittade sin väg in i tillämpad kyrkomusik. Rist utökade sitt samarbete och publicerade 1664 Neue Hochheilige Passionsandachten in den Druck. Han ersatte Papes kompositioner med nya kompositioner.
Utöver kompositionerna arbetade Pape även för Johann Rist på andra sätt, enligt en egengjord översikt. Från 1653 fungerade Rist som kejserligt hov och palatsgreve och fick därmed utfärda handlingar, som Pape tog över. Detta inkluderade ett diplom som tillät Pape och hans familj att bära sitt eget vapen.
Pape tonsatte också fyra texter ur Schwiegers sångsamling Liebesgrillen, utgiven 1656. Här namngavs personer med initialerna "HPDA" och "HPD" som kompositörer. Det är omtvistat om dessa tonsättningar är gjorda av Pape själv eller av hans son. Men enligt brevet från Rists son är "HPDA" tydligt Heinrich Rist som beskrivs här. Han skrev fyra låtar, som i allmänhet anses vara bättre av experter inom musikvärlden än melodierna av hans son med samma namn.